# Cogny (Rhône)
Cogny ist eine französische Gemeinde mit 1.198 Einwohnern (Stand: 1. Januar 2022) im  Département Rhône in der Region Auvergne-Rhône-Alpes. Sie gehört zum Arrondissement Villefranche-sur-Saône und zum Kanton Val d’Oingt (bis 2015: Kanton Gleizé). Die Einwohner werden Cognyards genannt.

## Geographie
Cogny liegt rund 29 Kilometer nordnordwestlich von Lyon und etwa sieben Kilometer westlich von Villefranche-sur-Saône im Weinbaugebiet Bourgogne. Hier entspringt das Flüsschen Morgon und entwässert an der südlichen Gemeindegrenze zur Saône. Umgeben wird Cogny von den Nachbargemeinden Rivolet im Norden und Nordwesten, Denicé im Nordosten, Lacenas im Osten, Jarnioux im Süden und Südosten, Ville-sur-Jarnioux im Süden und Südwesten sowie Sainte-Paule im Westen und Südwesten.

## Bevölkerungsentwicklung
| Jahr                       | 1962 | 1968 | 1975 | 1982 | 1990 | 1999 | 2006 | 2013 |
| Einwohner                  | 572  | 624  | 697  | 762  | 831  | 941  | 973  | 1154 |
| Quellen: Cassini und INSEE |      |      |      |      |      |      |      |      |

## Sehenswürdigkeiten
- Kirche Saint-Germain
- Herrenhaus von Épeisse
- Wehrhaus

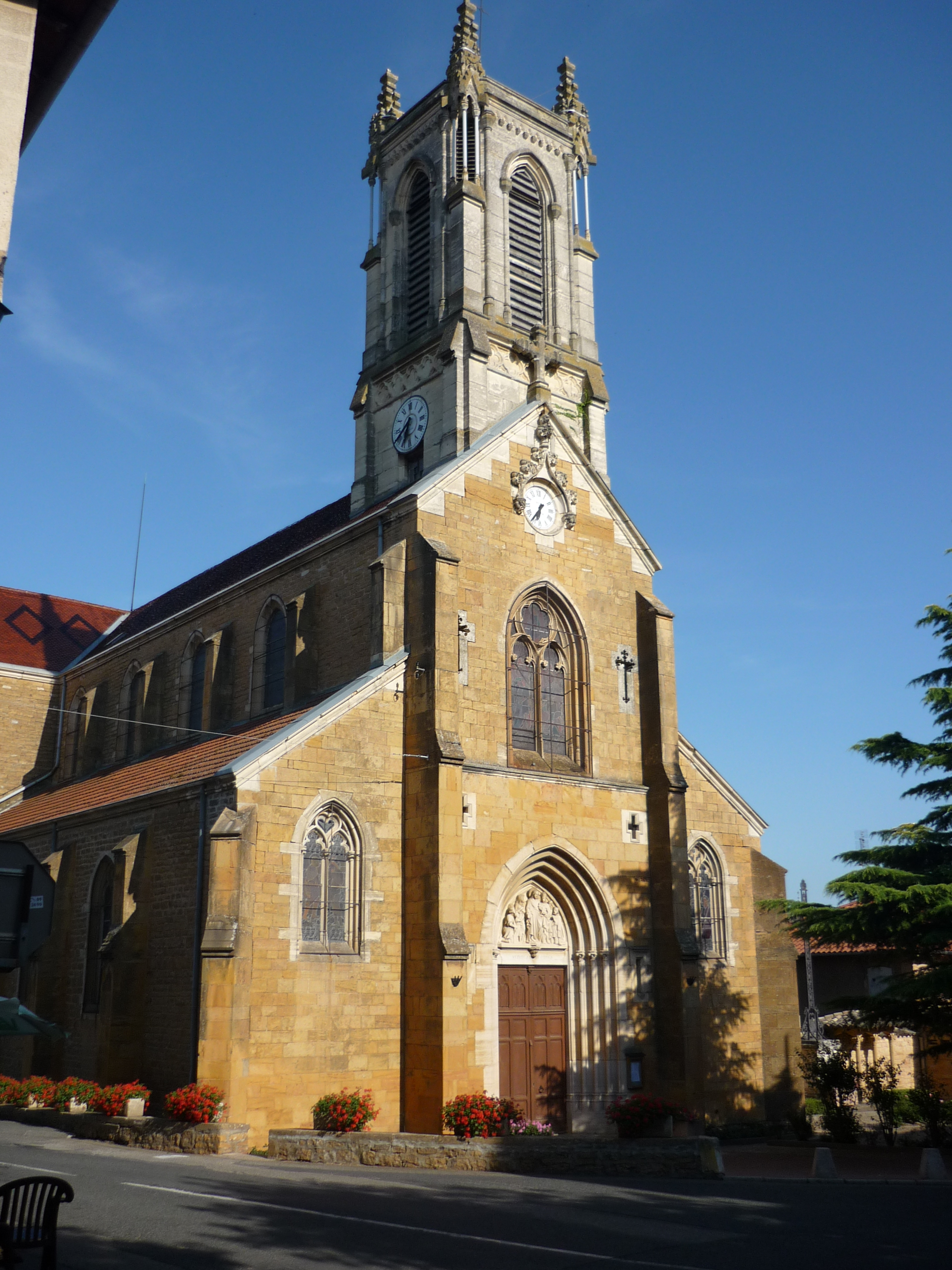
Kirche
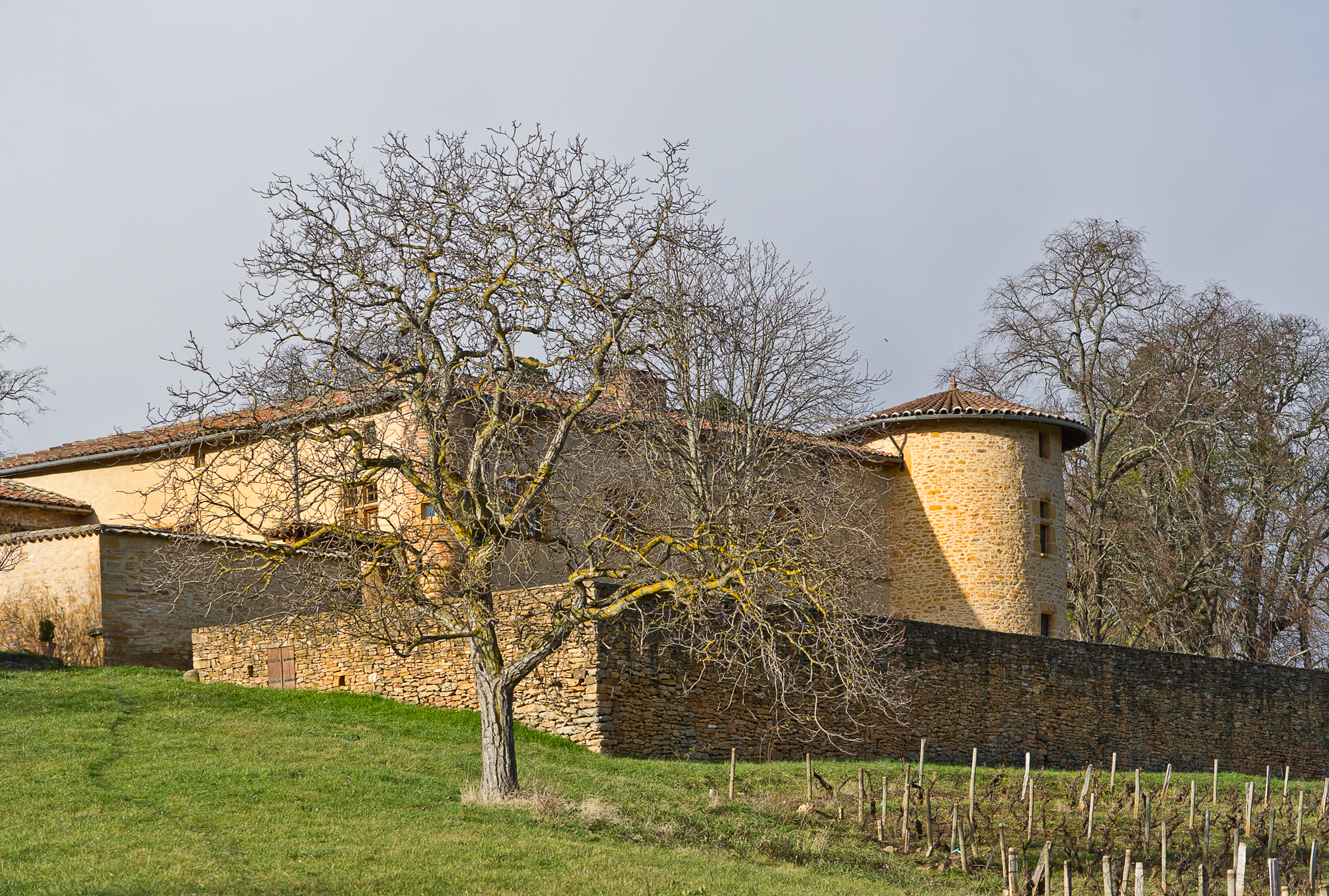
Herrenhaus von Épeisse